# 라노토오 호수

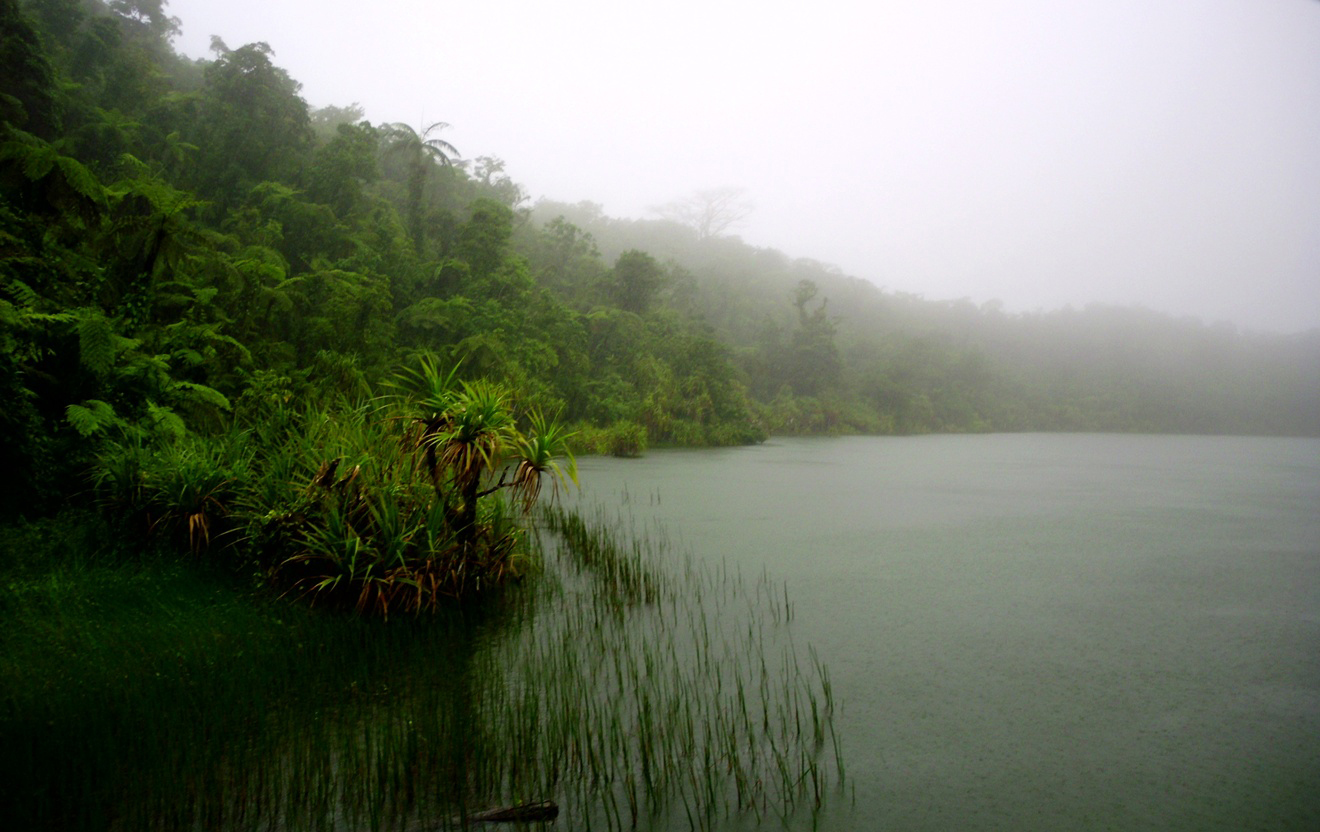

라노토오 호수(Lake Lanoto’o)는 우폴루 고지대 중앙에 자리잡고 있는 진초록색의 공포감을 주는 호수이다. 자연산 금붕어가 많이 서식하고 있어 금붕어 호수라고도 불린다. 화산폭발 때 생긴 분화구에 물이 차면서 생긴 호수로 크기가 300m2로 규모가 무척 작다. 깊이가 얼마나 되는지는 확인이 되지 않았으나 무척 깊은 것으로 원주민들은 생각하고 있다. 차길이 없는 정글속에 자리잡고 있어 항상 조용하다.